# Glaesers sammansättningssats
Inom matematiken är Glaesers sammansättningssats, introducerad av Georges Glaeser (1963), ett resultat som ger krav för en slät funktion för att vara en sammansättning av F och θ för någon given slät funktion θ. En konsekvens av satsen är en generalisering från polynom till släta funktioner av Newtons sats att varje symmetriskt polynom är ett polynom i elementära symmetriska polynom.